# تيجاس هال
تيجاس هال (بالإنجليزية: HAL Tejas)‏ هي مقاتلة خفيفة الوزن متعددة المهام التي وضعتها الهند. وهي مقاتلة ذي تصميم الجناح عل شكل مثلث دلتا مدعوم من محرك واحد. فإنها من نوع الطائرات المقاتلة الخفيفة، وهي من البرنامج الذي بدأ في 1980s لتحل محل ميج 21. في وقت لاحق، وكان اسمه رسميا في المخصص «تيجاس»، بمعنى «التألق» 